# San Vicente, Palawan
San Vicente là một đô thị hạng 1 ở tỉnh Palawan, Philippines. Theo điều tra dân số năm 2000, đô thị này có dân số 21,654 người trong 4.174 hộ.

## Barangay
San Vicente được chia thành 10 barangay.
- Alimanguan
- Binga
- Caruray
- Kemdeng
- New Agutaya
- New Canipo
- Port Barton
- Poblacion (San Vicente)
- San Isidro
- Santo Niño